# Сабуров, Михаил Фёдорович
Михаил Фёдорович Сабуров (ум. 1464)— костромской землевладелец, боярин и дворецкий при великом князе московском Василии Темном и его сыне великом князе московском Иване III. Из рода Сабуровых, сын Фёдора Ивановича Сабура, родоначальника рода.

## Биография
В период междоусобной войны (1436—1453) между Василием II Темным и Дмитрием Шемякой вначале перешел служить к Шемяке. Однако в 1447 году вернулся обратно на сторону Василия. Став боярином и дворецким, сохранив эти должности и при сыне Василия Иване III.

В 1448—1452 годах судил земельные дела. До апреля 1459 дал свои костромские земли Троице-Сергиеву монастырю, до 1461/62 года великой княгине Марие Ярославне, ряд земель передал Ипатьевскому монастырю. Незадолго до смерти постригся в монахи в Симонове монастыре (по мнению Веселовского С. Б. в Ипатьевском монастыре) под именем Мисаила. Умер в 1464 году.
Имел дочь, выданную за князя Ярослава Васильевича Оболенского.
По предположению Веселовского С. Б. переход Михаила Фёдоровича на сторону князя Дмитрия Шемяки прошел для него не даром. Может быть, в разгар борьбы он был амнистирован без условий, но позже ему пришлось искать заступничества у княгини Марии, отдать ей вотчины, а затем постричься.